# Hohenfelde (Stormarn)
Hohenfelde (niederdeutsch Hogenfellen) ist eine Gemeinde im Kreis Stormarn in Schleswig-Holstein.

## Geografie
Hohenfelde liegt am Rand der Hahnheide und ist die kleinste Gemeinde im Kreis Stormarn. Hohenfelder Adressen bestehen nur aus einer Hausnummer; in der Gemeinde gibt es keine Straßennamen.

## Geschichte
Hohenfelde wurde 1822 von Siedlern aus Trittau und Hamfelde gegründet. Es ist damit die jüngste Gemeinde im Kreis Stormarn.

## Politik

### Gemeindeversammlung und Bürgermeister
Da die Gemeinde weniger als 70 Einwohner hat, hat sie eine Gemeindeversammlung anstelle einer Gemeindevertretung; dieser gehören alle Bürger der Gemeinde an.
Bürgermeisterin ist Birgit Williams (parteilos).

### Wappen
Blasonierung: „In Blau ein schräglinker silberner Wellenbalken, begleitet oben von zwölf kreisförmig gestellten, fünfzackigen goldenen Sternen, unten von einer goldenen Korngarbe.“

## Kultur und Sehenswürdigkeiten
In der Liste der Kulturdenkmale in Hohenfelde (Stormarn) stehen die in der Denkmalliste des Landes Schleswig-Holstein eingetragenen Kulturdenkmale.

## Wirtschaft und Infrastruktur
Die Fahrbücherei im Kreis Stormarn hält im Drei-Wochen-Rhythmus an einem Haltepunkt in Hohenfelde.

## Persönlichkeiten
- Matthias Alfred Meyer (* 1952 in Hohenfelde (Stormarn)), Jurist, Diplomat, Botschafter der Bundesrepublik Deutschland

## Einzelnachweise

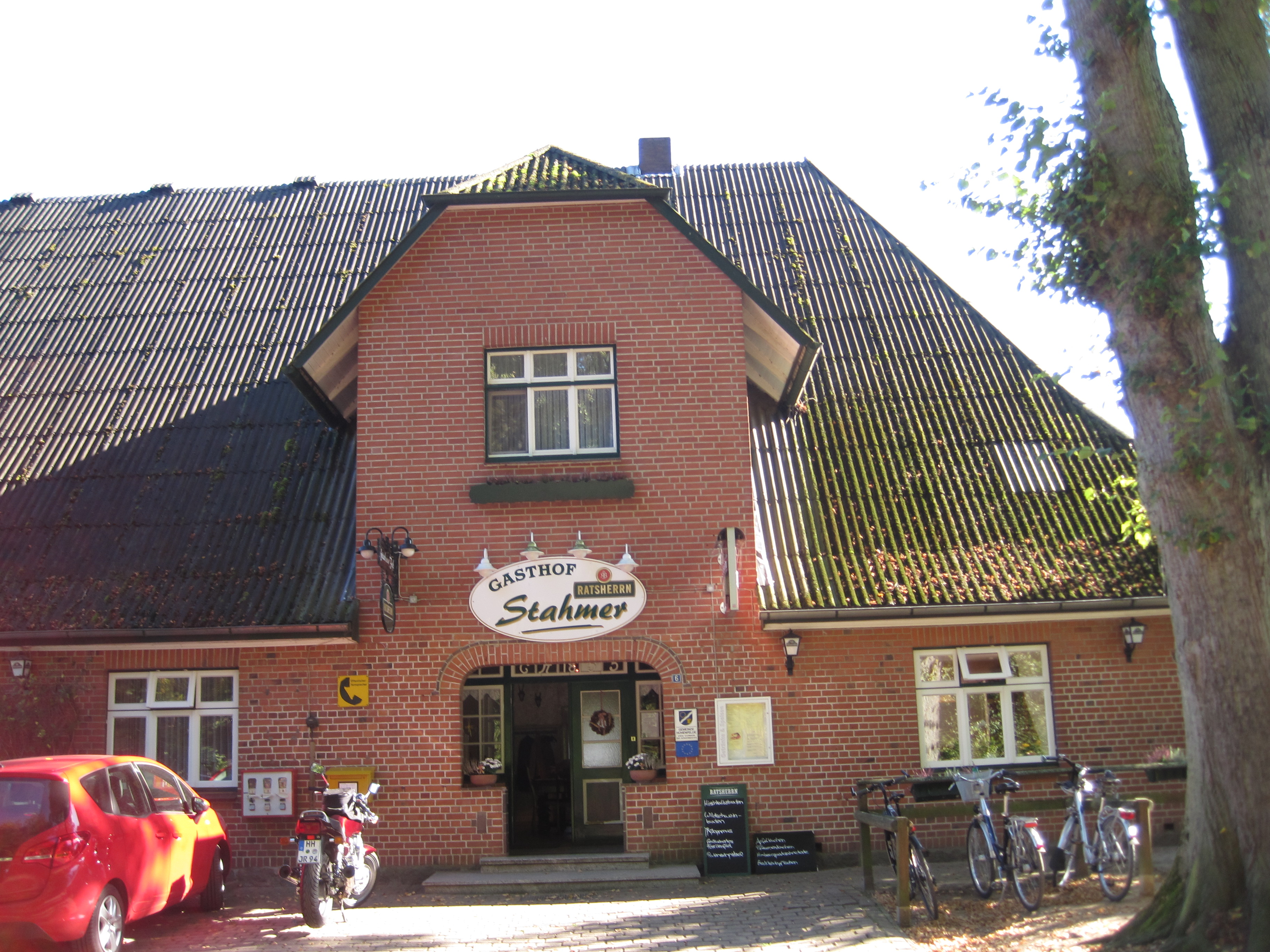
Gasthof Stahmer in Hohenfelde